# Siedlung Freundschaftsweg

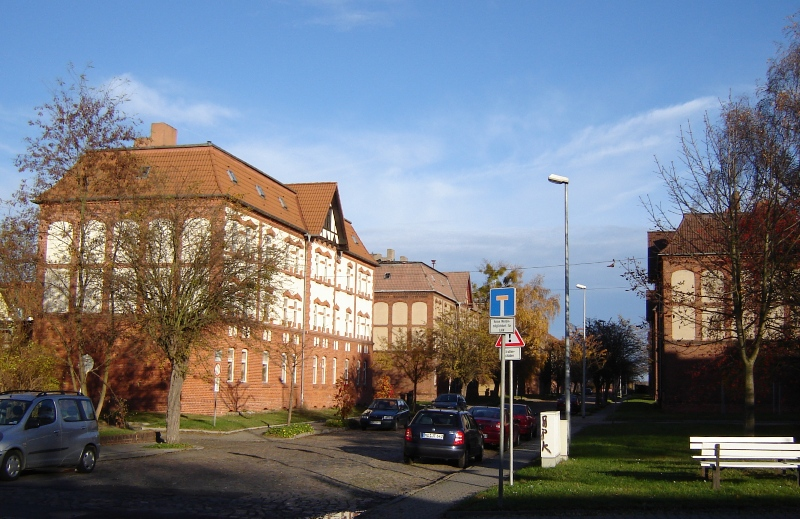
Siedlung Freundschaftsweg

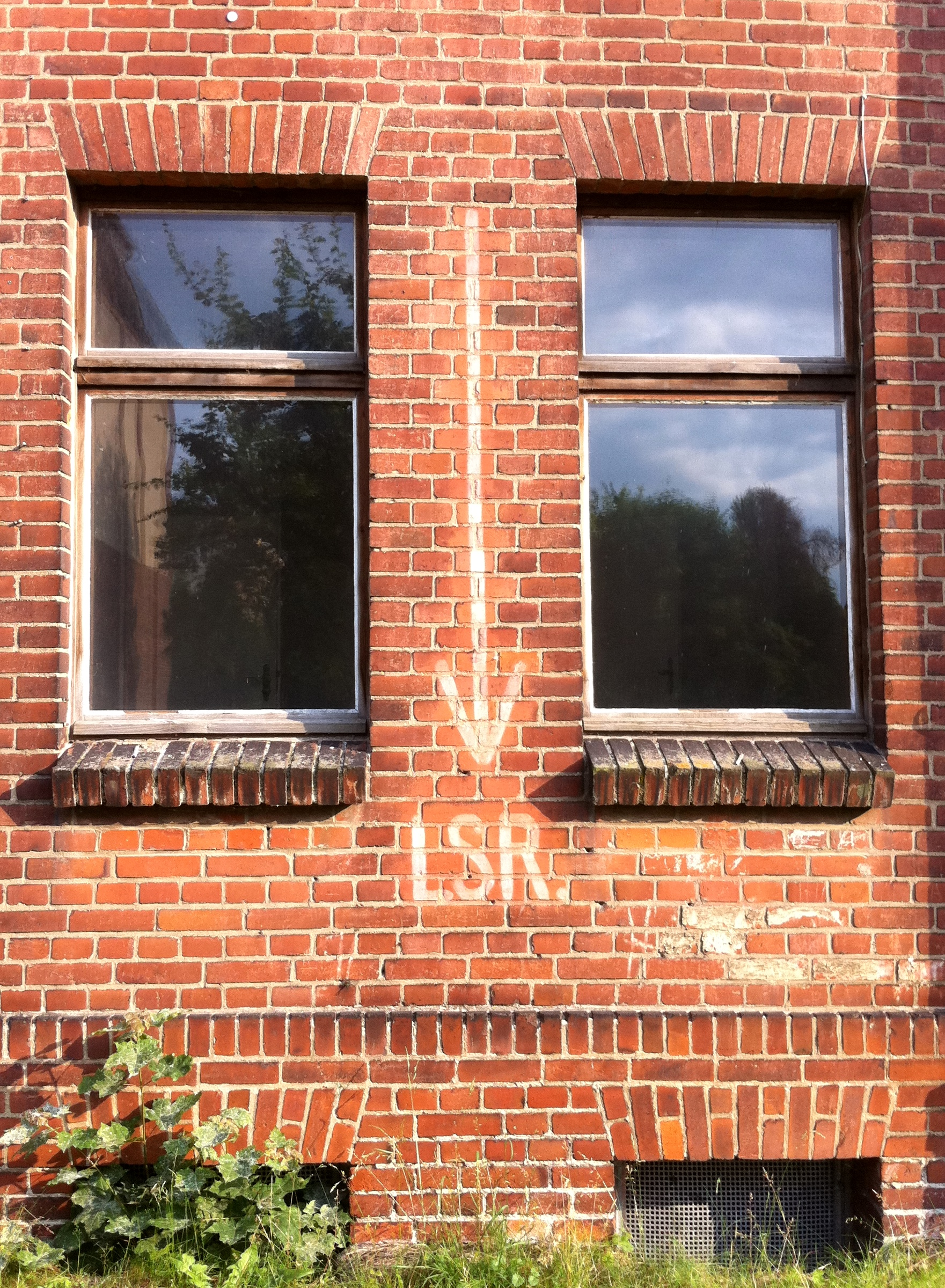
Alter Schriftzug LSR für Luftschutzraum an einem Haus im Freundschaftsweg, Aufnahme 2011

Die Siedlung Freundschaftsweg ist eine denkmalgeschützte Wohnsiedlung im Magdeburger Stadtteil Salbke.
Die Wohnhäuser befinden sich beiderseits der Sackgasse Freundschaftsweg, die östlich von der Hauptstraße Alt Salbke abzweigt.

## Architektur und Geschichte
Die Siedlung entstand in den Jahren von 1904 bis 1913 und wurde im Auftrag der Preußischen Staatseisenbahnen errichtet. In ihr sollten die Arbeiter des etwas weiter westlich gelegenen Reichsbahnausbesserungswerkes Salbke Wohnungen finden. Fünf Häuser entstanden nördlich, vier Häuser südlich des heutigen Freundschaftswegs, der ursprünglich als Eisenbahnprivatstraße benannt war.
Es wurden dreigeschossige Doppelhäuser mit Mansarddach errichtet, deren Architektur sich an die damalige Reformarchitektur anlehnt. Die Wohnungen waren als Zwei- oder Dreizimmerwohnungen geschnitten. Die Toiletten befanden sich außerhalb der Gebäude. Hinter den Häusern befanden sich jeweils kleine Ställe und Schuppen. Die Fassade der Erdgeschosse ist verklinkert, die der anderen Etagen verputzt und mit aus Ziegeln gestalteten Lisenen umrahmt. Auch die Fenster der Obergeschosse sind mit flachen Giebeln aus Ziegeln verziert. Die Mitte der Fassade wird durch einen mit einem Giebel in Fachwerkbauweise versehenen Risalit betont.
Etwas südlich der Siedlung befindet sich der Salbker Wasserturm, der gleichfalls zum Ausbesserungswerk gehörte.
Während des Zweiten Weltkriegs erlitten die Häuser bei Luftangriffen Schäden. Die Dächer waren abgedeckt und die Fenster zerstört. Beim schweren Luftangriff auf das benachbarte Reichsbahnausbesserungswerk vom 21. Januar 1944 traf eine 500-kg-Sprengbombe das Wohnhaus Eisenbahn-Privatstraße 1 an der Südseite der Einmündung zur Straße Alt Salbke. Die Bombe durchschlug das Gebäude bis in den Keller und explodierte dort. Die im dortigen Luftschutzkeller befindlichen 21 Hausbewohner, darunter auch Kinder, kamen hierbei ums Leben. Das Gebäude wurde vollständig zerstört.